# Тарасовка (Зеньковский район)
Тарасовка (укр. Тарасівка) — село,
Тарасовский сельский совет,
Зеньковский район,
Полтавская область,
Украина.
Код КОАТУУ — 5321386401. Население по переписи 2001 года составляло 1321 человек.
Является административным центром Тарасовского сельского совета, в который, кроме того, входят сёла
Бобровник,
Пирки и
Слинковщина.

## Географическое положение
Село Тарасовка примыкает к городу Зеньков, на расстоянии в 1 км расположено села Бобровник.
По селу протекает пересыхающий ручей с запрудой.

## История
- 1717 — дата основания.
- Параскевиевская церковь известна с 1723 года[2]
- есть на карте 1787 года[3]

## Экономика
- Молочно-товарная и птице-товарная ферма.
- Сельхозкооператив «Украина».

## Объекты социальной сферы
- Школа.
- Клуб.